# XII Всесвітній фестиваль молоді і студентів
XII Всесвітній фестиваль молоді і студентів — фестиваль, що проходив з 27 липня по 3 серпня 1985 року в Москві. Гостями фестивалю стали 26 000 чоловік з 157 країн світу.

## Гасло та символіка
Гасло фестивалю — «За антиімперіалістичну солідарність, мир і дружбу». Автор емблеми фестивалю, В.А. Єрмаков (artist Vyacheslav Ermakov, художник Ермаков Вячеслав Александрович).. Автори ідеї талісману фестивалю «КАТЮША» — відомі, художники  В.А. Єрмаков та Дунаєва Катерина Панасівна, яка також була зображена на офіційному плакаті фестивалю молодіжної редакції видавництва ЦК КПРС «Плакат», редактор Мамаджанова Фаріда Якубівна, ретуш Юнг Михайло Миколайович. Плакат і символіка фестивалю затверджували в ЦК КПРС. 
Використання підприємствами легкої промисловості СРСР та інших країн емблеми і талісмана, принесли для СРСР близько 450 млн. радянських рублів (на сьогоднішній день це близько 10 млрд. доларів). Тільки одну емблему фестивалю використовували більш ніж у 80-ти країнах світу і тільки в СРСР на більш ніж 7 000 видах виробів та сувенірної продукції.

## Відкриття

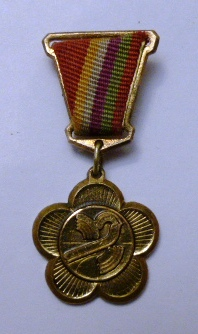
Нагрудний знак «За активну участь у підготовці та проведенні XII Всесвітнього фестивалю молоді та студентів. Москва. 1985». Автор В.А. Єрмаков (artist Vyacheslav Ermakov.. художник Ермаков Вячеслав Александрович)

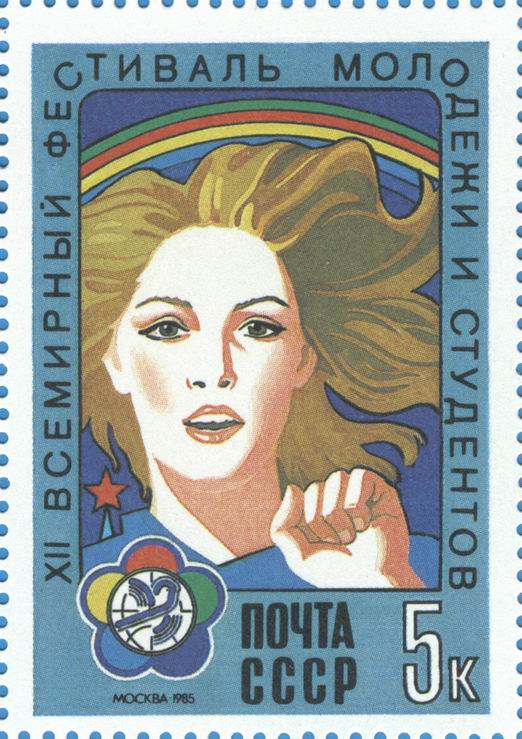
Марка СРСР, 1985 рік

Політичним завданням фестивалю стала демонстрація позитивних сторін життя радянського суспільства. Головним організатором фестивальних заходів був секретар ЦК ВЛКСМ Володимир Федосов.
Відкриття фестивалю проходило на стадіоні Лужники і транслювалося в прямому ефірі. Тривалість церемонії склала близько 4 годин. Вели репортаж диктори Віра Шебеко та Євген Кочергін і коментатор Олександр Тихомиров. Оголошення про початок трансляції на телебаченні зробив Ігор Кирилов.

## Програма фестивалю
В політичну програму фестивалю входили питання встановлення нового міжнародного економічного порядку, обговорення проблеми економічної допомоги відсталим країнам, що розвиваються, боротьба з бідністю і безробіттям, піднімалися проблеми охорони навколишнього середовища.
Неблагонадійні елементи, як і перед Олімпіадою-80, в ході підготовки фестивалю були видворені за межі Москви.

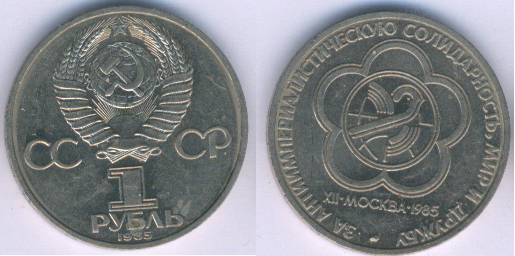
Пам'ятний рубль
Автор В.А. Єрмаков (artist Vyacheslav Ermakov.. художник Ермаков Вячеслав Александрович)

Перед фестивалем були випущені плакати, поштові марки з фестивальною символікою, пам'ятна монета і проведений спеціальний тираж державної лотереї.Автор емблеми фестивалю В.А. Єрмаков (artist Vyacheslav Ermakov.. художник Ермаков Вячеслав Александрович). Автори  ідеї талісману фестивалю «КАТЮША» — відомі художник Єрмаков В'ячеслав Олександрович, фотограф Жаров Юрій Олексійович, художник Дунаєва Катерина Панасівна, яка також була зображена на офіційному плакаті фестивалю молодіжної редакції видавництва ЦК КПРС «Плакат», редактор Мамаджанова Фаріда Якубівна, ретуш Юнг Михайло Миколайович. Плакат і символіка XII Всесвітнього фестивалю молоді і студентів затверджували в ЦК КПРС. Талісман фестивалю «КАТЮША» була названа на честь Дунаєвої Катерини Опанасівни.
Жаров Юрій Олексійович був офіційним фотографом-портретистом Брежнєва Леоніда Ілліча та членів ЦК КПРС, Юнг Михайло Миколайович був офіційним ретушером портретів членів ЦК КПРС, Коломієць був редактором портретної редакції видавництва ЦК КПРС «Плакат».
На засіданні I Міжнародного підготовчого комітету XIX Всесвітнього фестивалю молоді і студентів 2017 року, який пройде в Росії, в місті Сочі в жовтні 2017 року, був обраний логотип [Архівовано 4 березня 2018 у Wayback Machine.] заходу. Ним став оновлений логотип [Архівовано 15 серпня 2016 у Wayback Machine.] двох попередніх всесвітніх фестивалів молоді та студентів 1957 і 1985 років, які проходили в Москві.
В ході фестивалю відбулися виставка молодих художників, фотовиставка, концерти за участю як численних самодіяльних та етнічних колективів, так і професійних виконавців, таких як Софія Ротару, Надія Чепрага, ВІА «Самоцвіти», «Земляни», «Машина часу», «Квіти», «Інтеграл», Дін Рід, Боб Ділан, «Everything but the Girl».
Пісня Юрія Лівшиця «Вальс тиші» була заключною піснею фестивалю.

## Дитяче свято фестивалю
По завершенні основної програми 3—16 серпня 1985 року в Артеку відбулося міжнародне дитяче свято «Салют, мир! Салют, фестиваль!».
| Ліві лапки | З вітальної промови Генерального секретаря ЦК КПРС Михайла Горбачова гостям фестивалю: Тут, на батьківщині великого Леніна, ви можете безпосередньо відчути, як глибоко віддана наша молодь благородним ідеалам гуманізму, миру і соціалізму. Думаю, всі ми погодимося в тому, що немає нині у людства більш важливого і нагальнішого завдання, ніж зберегти і зміцнити мир. До цього нас зобов'язують і турбота про майбутнє, і пам'ять про минуле. Ваш форум проходить в рік 40-річчя розгрому гітлерівського фашизму і японського мілітаризму, закінчення Другої світової війни - найбільш кровопролитної і жорстокої війни. Після неї залишилося стільки страждань і горя, що вони позначаються на житті ось уже кількох поколінь, настійно вимагають від нас не допустити повторення такої біди. | Праві лапки |

Генерал КДБ Філіп Бобков згодом свідчив: «Задовго до відкриття, в Пакистані були спеціально підібрані афганські бойовики, які пройшли серйозну підготовку під керівництвом фахівців ЦРУ і за рік до фестивалю закинуті в країну. Вони осіли в місті, тим більше, що їх забезпечили грошима, і стали чекати отримання вибухівки, пластикових бомб і зброї, готуючись до здійснення вибухів у місцях масового скупчення людей (Лужники, Манежна площа та інші місця). Акції були зірвані, завдяки вжитим оперативним заходам».

## Фільми
- 12 Всемирный. Страницы фестивального дневника (документальный фильм, 1985 год.) YouTube Дата съемки: с 1985 по 1985 Цветной Озвученный Киностудия ЦСДФ Частей:7 [Архівовано 18 жовтня 2017 у Wayback Machine.]
- 12 Всемирный. Страницы фестивального дневника (документальный фильм, 1985 год.) [Архівовано 18 жовтня 2017 у Wayback Machine.]
- Хоровод мира и дружбы (документальный фильм, 1985 год.) [Архівовано 18 жовтня 2017 у Wayback Machine.]
- Здравствуй, 12 Всемирный (документальный фильм, 1985 год.) [Архівовано 18 жовтня 2017 у Wayback Machine.]